# Іто Мідорі
Іто Мідорі (яп. 伊藤みどり, нар. 13 серпня 1969, Нагоя) — колишня японська фігуристка. Виграла Чемпіонат світу з фігурного катання 1989 року і срібну медаль на Олімпійських іграх 1992 року. Перша жінка, що виконала потрійну-потрійну комбінацію і потрійний аксель на змаганнях. На Олімпійських іграх 1988 у Калгарі стала першою жінкою, що виконала сім потрійних стрибків у довільній програмі.

## Кар'єра
Іто почала кататися на ковзанах у віці чотирьох років на ковзанці в Нагої і тоді ж познайомилася з Матіко Ямада, котра стала її тренером на всю кар'єру. Виконала свій перший потрійний стрибок у віці 8 років. Вона стала жити зі своїм тренером після розлучення її батьків, яке сталося, коли їй було 10.
Перша поява Іто на великому міжнародному конкурсі відбулася у 1981 році на Чемпіонаті світу серед юніорів. Вона посіла 20-е місце у виконанні обов'язкових фігур, але виграла вільну програму, виконавши потрійний ріттбергер, потрійний сальхов і два потрійні тулупи. У загальному заліку вона була 8-ю. Під час участь в цих змаганнях 11-річна Іто мала зріст лише 120 см і важила 24 кг. Її прозвали «Стрибаючою блохою» за мініатюрність і потужні стрибки.
На Чемпіонаті світу серед юніорів 1982 року Іто виграла і коротку, і довільну програму, але слабкий виступ в обов'язкових фігурах не дав їй піднятися на п'єдестал — за результатами вона посіла 6-те місце. Її довільна програма на цих змаганнях містила потрійний фліп і потрійна комбінація потрійного тулупа, а також вона виконала потрійний лутц на гала-виступі.
Іто не взяла участі в етапі Чемпіонату світу 1983 року серед юніорів, який відбувся в грудні 1982, після того, як на початку року зламала щиколотку. Восени 1983 року вона дебютувала на кубку Ennia Challenge Cup в Нідерландах, конкурсі де були лише коротка програма і довільне катання, без обов'язкових фігур. Вона посіла друге місце, поступившись Катаріні Вітт, яка кілька місяців потому виграла Олімпійські ігри. Довільна програма Іто включала шість потрійних стрибків: фліп, лутц, петлю, сальхов і два тулупи — і вона також виконала комбінацію подвійна петля — потрійна петля в короткій програмі. На Чемпіонаті світу серед юніорів 1984 вона виграла як коротку програму, так і довільне катання, але зайняла третє місце у загальному заліку через обов'язкові фігури. Іто також брала участь у Чемпіонаті світу 1984, де фінішувала 7-ю.
Іто виграла свій перший національний чемпіонат у сезоні 1985 року, але змога взяти участь у Чемпіонаті світу через чергову травму щиколотки.
На Зимових Олімпійських іграх 1988 року в Калгарі, Альберта, Канада, Іто посіла 5 місце. В Калгарі вона виконала подвійну петлю — потрійну петлю в короткій програмі, і сім трійок в довільному катанні: лутц, фліп, подвійний аксель — півпетлі — потрійний сальхов, петлю, потрійний тулуп — потрійний тулуп, і сальхов. Отримала 7 оцінок «5,9» за технічне виконання. Вона стала першою жінкою, що виконала сім трійок у вільному катанні. Пізніше того ж року, вона довела до досконалості потрійний аксель, над яким працювала з раннього підліткового віку, і виконала його на регіональному конкурсі в префектурі Айті. Вона стала першою жінкою, що виконала цю фігуру на міжнародному конкурсі NHK Trophy 1988. Вона потім повторила її на Чемпіонаті світу в 1989 році. Її перемога на Чемпіонаті світу 1989 стала першим світовим титулом у цьому виді спорту для азійського учасника. Вона отримала п'ять оцінок 6,0 за техніку виконання.
На початку сезону 1989—1990 Іто знову зробила історичну подію на конкурсі NHK Trophy у 1989 році, де отримала рідкісну оцінку 6,0 за техніку / 6,0 за артистичність від угорського судді, і знову виконала сім трійок, включаючи потрійний аксель. На Чемпіонаті світу 1990 Іто була 10-ю після обов'язкових фігур, але першою в короткій програмі і довільному катанні, і завоювала срібну медаль, поступившись Джилл Тренарі. Ообов'язкові фігури були виключені зі змагань наступного сезону. Іто зазначила: «Під час тренувань я проводжу близько двох третин свого часу над фігурами. Тому я, певною мірою, сумуватиму за ними, як частиною мого життя. Але я не сумуватиму за ними на самих змаганнях». У червні 1990 року її запросили на зустріч з імператором Акіхіто.
Внаслідок стрибків Іто мала хронічно хворі коліна. У лютому 1991 року вона перенесла операцію з видалення двох гландулярних кіст в горлі і пробула в лікарні 18 днів. У березні 1991 на Чемпіонаті світу, Іто зіштовхнулася з француженкою Летицією Юбер під час практичного заняття — її стегно і верхня частина стопи були в синцях. У короткій програмі вона виконала комбінацію стрибків занадто близько до кута ковзанки і впала в отвір у дошках для телевізійної камери, але повернулася на лід вже за декілька секунд. Фінішувала на змаганнях 4-ю.
На Grand Prix International de Paris 1991 — передолімпійських змаганнях в Альбервілі — Іто перемогла Крісті Ямагучі, виконавши потрійний аксель і п'ять потрійних стрибків у вільному катанні. Під час розминки перед довільною програмою, вона виконала комбінацію потрійний аксель — потрійний тулуп.
На Зимових Олімпійських іграх 1992 Іто посіла четверте місце в короткій програмі. Під час практичної сесії, Сурія Боналі з Франції виконала сальто назад поруч з нею. Вільна програма Іто почалася з невдалого потрійного аксель, але вона спробувала виконати його знову наприкінці своєї програми і зробила це вдало, ставши першою фігуристкою, що виконала його на Олімпійських іграх. Вона завоювала срібну медаль, і вибачилася перед своєю країною за те, що не виграла золото.
Згодом Іто стала професіоналом, вперше виконавши потрійний аксель в ранзі професіонала, і виступала з льодовими шоу в Японії. На короткий час вона повернулася до змагального катання в сезоні 1995-96, але без колишнього успіху.
На піку своєї кар'єри Іто виконувала фактично ті самі стрибки, що й найкращі чоловіки-фігуристи того часу. Вона була першою фігуристкою, що виконала потрійну-потрійну комбінацію, і першою виконала потрійний аксель. У березні 1990 року, Джилл Тренарі сказала: «Я була в захваті від того, як високо вона стрибає». У 1990 році Скотт Гемілтон зауважив, що «пройде 50 років, перш ніж ми знову побачимо щось таке, як Мідорі Іто», а Толлер Кренстон того ж року зазначив, що «вона вище, ніж 6,0».
Іто запалила Олімпійський вогонь під час церемонії відкриття Зимових Олімпійських ігор 1998.
Іто повернулася до змагань з фігурного катання у 2011 році. Вона брала участь у ISU Adult Figure Skating Competition і посіла друге місце у своїй категорії, Ladies' Masters Elite II. Наступного року вона показала такий же результат. У 2013 році, на третій рік  своєї участі у цих змаганнях, вона посіла перше місце з відривом від другого місця у 12 очок.

## Програми

### Після 2010 року
| Сезон     | Вільне катання                        |
| --------- | ------------------------------------- |
| 2012—2013 | - Тема серіалу Atsuhime Ryo Yoshimata |
| 2010—2011 | - Шепіт річки Цудзії Нобуюкі          |

### До 1996 року
| Сезон   | Коротка програма                                                                    | Довільна програма | Гала |
| ------- | ----------------------------------------------------------------------------------- | --- | --- |
| 1995–96 | - Жар-птиця Ігор Стравінський                                                       | - Попелюшка Сергій Прокоф'єв | - Nessun dorma Джакомо Пуччіні |
| 1991–92 | - Tango Jalousie by Jacob Gade - Espana Cani by Pascual Marquina Narro              | - Piano Concerto No. 1 Сергій Рахманінов - Piano Concerto No. 1 - Piano Concerto No. 2 Сергій Рахманінов                                   | - Rhythm of the Rain The Cascades - Singin' in the Rain Націо Герб Браун - Over the Rainbow Гароль Арлен - On My Own Клод-Мішель Шенберг  |
| 1990–91 | - Warsaw Concerto Річард Аддінселл                                                  | - Piano Concerto No. 5 «Emperor» Людвіг ван Бетховен - Рапсодія на тему Паганіні, варіація XVIII Сергій Рахманінов - Фінляндія Ян Сібеліус | - Rhythm of the Rain The Cascades - Singin' in the Rain Націо Герб Браун - Over the Rainbow Гарольд Арлен - On My Own Клод-Мішель Шенберг |
| 1989–90 | - Anvil Chorus Джузеппе Верді в аранжуванні Джеррі Грея - Memories of You Юбі Блейк | - Шехеразада Микола Римський-Корсаков | - Yotei no Matsuri Yasuhiro Sakurada - Mission: Impossible Лало Шифрін - On My Own Клод-Мішель Шенберг                                    |
| 1988–89 | - Fantastic Tango Shinji Wakita                                                     | - A Classical Rock Френк Міллс - Concerto No.1 for Piano Френк Міллс                                                                       | - Somewhere Out There Джеймс Горнер - Conga Глорія Естефан & The Miami Sound Machine                                                      |
| 1987–88 | - Yotei no Matsuri Yasuhiro Sakurada                                                | - Le Corsaire Pas de Deux Adagio Ріккардо Дріго - Grand Pas Classique Coda Даніель Обер - Paquita Adagio/Coda Людвіг Мінкус                | - Time Passage Сейко Мацуда - Aramis'78 Image album Акіко Яно - Sweet Dreamer Йоко Такарада                                               |
| 1986–87 | - Nine to Five soundtrack Чарльз Фокс                                               | - Magical City Mika Yamashita | - Aramis'78 Image album Акіко Яно |
| 1985–86 | - Tyrolean fairy Mika Yamashita, Chihiro Yamashita                                  | - Magical City Mika Yamashita | |
| 1984–85 | - Sweet Dreamer Йоко Такарада                                                       | - Ice Paradice Токіко Цунода | - Sweet Dreamer Йоко Такарада |
| 1983–84 |                                                                                     | - Rightning Attacker Рюдо Узакі - невідомо                                                                                                 | - Kotoriya-no-Mise (The Bird Shop) - вступна тема Aim for the Ace! Goh Misawa                                                             |
| 1982–83 | - Rightning Attacker Рюдо Узакі                                                     | | |
| 1981–82 | - Nine to Five soundtrack Чарльз Фокс                                               | | |

## Результати
| Міжнародні         | Міжнародні | Міжнародні | Міжнародні | Міжнародні | Міжнародні | Міжнародні | Міжнародні | Міжнародні | Міжнародні | Міжнародні | Міжнародні | Міжнародні | Міжнародні | Міжнародні |
| Подія              | 79–80      | 80–81      | 81–82      | 82–83      | 83–84      | 84–85      | 85–86      | 86–87      | 87–88      | 88–89      | 89–90      | 90–91      | 91–92      | 95–96      |
| ------------------ | ---------- | ---------- | ---------- | ---------- | ---------- | ---------- | ---------- | ---------- | ---------- | ---------- | ---------- | ---------- | ---------- | ---------- |
| Олімпіада          | 5          | 2          |            |            |            |            |            |            |            |            |            |            |            |            |
| Чемпіонат світу    | 7          | 11         | 8          | 6          | 1          | 2          | 4          | 7          |            |            |            |            |            |            |
| Skate America      | 2          | 2          |            |            |            |            |            |            |            |            |            |            |            |            |
| Skate Canada       | 1          |            |            |            |            |            |            |            |            |            |            |            |            |            |
| Fujifilm Trophy    | 1          |            |            |            |            |            |            |            |            |            |            |            |            |            |
| Int. de Paris      | 1          |            |            |            |            |            |            |            |            |            |            |            |            |            |
| NHK Trophy         | 3          | 1          | 1          | 2          | 2          | 1          | 1          | 1          | 1          |            |            |            |            |            |
| Міжнародні: юніори |            |            |            |            |            |            |            |            |            |            |            |            |            |            |
| Чемпіонат світу    | 8          | 6          | 3          |            |            |            |            |            |            |            |            |            |            |            |
| Національні        |            |            |            |            |            |            |            |            |            |            |            |            |            |            |
| Чемпіонат Японії   | 3          | 2          | 1          | 1          | 1          | 1          | 1          | 1          | 1          | 1          | 1          |            |            |            |
| Японський юніорів  | 1          | 1          |            |            |            |            |            |            |            |            |            |            |            |            |

## Рекорди і досягнення

### Аматорські
- Чемпіон світу (1989).
- Перша жінка, що виконала потрійний—потрійний стрибок (1981).
- Перша жінка, що виконала подвійну петлю—потрійну петлю (в короткій програмі) (1983).
- Перша жінка, що виконала п'ять різних потрійних стрибків у конкурсі (1983).
- Перша жінка, що виконала потрійний аксель на змаганнях (1988).
- Перша жінка, що виконала шість потрійних стрибків у конкурсі (1989).
- Перша жінка, що виконала потрійний аксель на Олімпіаді (1992).

### Нагороди
- Введена у Світовий Зал слави фігурного катання (2003).

### Потрійний аксель
Іто виконала 18 потрійних акселів на змаганнях.
| 1988-89 | Чемпіонат префектури Айті (довільна програма) Японський чемпіонат довільного катання NHK Trophy (довільна програма) Чемпіонат Японії з фігурного катання (довільна програма) Чемпіонат світу (довільна програма) |
| 1989-90 | NHK Trophy (довільна програма) Чемпіонат світу (довільна програма) |
| 1990-91 | Чемпіонат Східної Японії (довільна програма) NHK Trophy (довільна програма) Чемпіонат Японії з фігурного катання (довільна програма) |
| 1991-92 | Чемпіонат Східної Японії (довільна програма) Trophee Lalique (довільна програма) NHK Trophy (коротка програма, в комбінації з подвійним тулупом; довільна програма, в комбінації з подвійним тулупом) Чемпіонат Японії з фігурного катання (коротка програма, в комбінації з подвійним тулупом; довільна програма) Зимові Олімпійські ігри (довільна програма) |
| 1995-96 | Чемпіонат Японії з фігурного катання (довільна програма) |

## Медіа

### DVD
- 伊藤みどりのフィギュアスケート・ライフ努力編 (2006) — ASIN B000O77KHK
- 伊藤みどりのフィギュアスケート・ライフ人生編 (2007) — ASIN B000OI1BXS
- 伊藤みどりのフィギュアスケート・ライフ (2007) — ASIN B000SB2ZT0

### Книги
- タイム・パッセージ―時間旅行（1993）- ISBN 978-4-314-10081-6
- 伊藤みどり物語 (1992) — ISBN 978-4-87208-036-0
- 氷上の宝石―伊藤みどり写真集 (1993) — ISBN 978-4-317-80036-2